# Agnes Moorehead
Agnes Moorehead, de nom complet Agnes Robertson Moorehead, (Clinton, 6 de desembre de 1900 − Rochester, 30 d'abril de 1974) va ser una actriu estatunidenca.
Actriu confirmada tant en l'escenari com a la pantalla, és sobretot coneguda del gran públic per a la seva interpretació d'Endora, la mare esquerpa de Samantha Stevens en la sèrie Bewitched. Tenia el malnom de The Lavender Lady, pel seu gust pel color violeta.

## Biografia
Filla d'un pastor presbiterià d'origen irlandès, Agnes Moorehead s'interessa molt aviat pel teatre. Després d'haver-se diplomat en literatura, fa les seves primeres aparicions a Broadway, tot seguint cursos a l'American Academy of Dramatic Arts a Nova York. Inicia igualment una carrera prolífica a la ràdio i participa en la creació del Mercury Theater d'Orson Welles. El seguirà d'altra banda en el cinema, ja que ella interpretarà el paper de la mare de Kane en el famós Citizen Kane i el de Fanny Minafer a  Els magnífics Amberson, aquest últim paper li va suposar la primera nominació als Oscars.
El 1964, després d'una última nominació als Oscars pel seu paper a Hush...Hush, Sweet Charlotte de Robert Aldrich, comença la primera temporada de la sèrie de televisió Bewitched. Després, rodarà principalment per a la televisió.

## Filmografia selecta
- 1941: Ciutadà Kane (Citizen Kane) d'Orson Welles: La mare de Kane
- 1942: Els magnífics Amberson (The Magnificent Ambersons) d'Orson Welles: Fanny Minafer
- 1942: Istanbul (Journey into Fear) de Norman Foster: Madame Mathews
- 1943: Government Girl de Dudley Nichols: Adele – Sra.Delancey Wright
- 1944: Since You Went Away de John Cromwell: Sra. Emily Hawkins
- 1944: The Seventh Cross de Fred Zinnemann
- 1944: Jane Eyre, de Robert Stevenson: Sra. Reed
- 1944: Mrs. Parkington de Tay Garnett: Baronessa Aspasia Conti
- 1945: Keep your powder dry d'Edward Buzzell: Tinent Coronel Spottiswoode
- 1945: Her Highness and the Bellboy de Richard Thorpe: Comtessa Zoe
- 1947: Dark passage de Delmer Daves: Madge Rapf
- 1948: Johnny Belinda de Jean Negulesco: Aggie McDonald
- 1948: Fort Oest (Station West) de Sidney Lanfield: Madame Mary Caslon, propietària de la mina d'or
- 1949: The Great Sinner de Robert Siodmak: Emma Getzel
- 1949: The Stratton Story de Sam Wood: Ma Stratton
- 1950: Caged de John Cromwell: Ruth Benton
- 1950: Black Jack de Julien Duvivier, José Antonio Nieves Conde: Emily Birk
- 1951: Fourteen hours de Henry Hathaway: Christine Hill Cosick
- 1951: The Adventures of Captain Fabian de William Marshall: Tia Jezebel
- 1951: The Blue Veil de Curtis Bernhardt: Mrs Palfey
- 1951: Show Boat de George Sidney: Parthy Hawks
- 1953: The Story of three loves de Vincente Minnelli: Gottfried Reinhardt
- 1953: Scandal at scourie de Jean Negulesco
- 1954: Magnificent Obsession de Douglas Sirk: Nancy Ashford
- 1955: Untamed de Henry King: Aggie
- 1955: All that Heaven Allows de Douglas Sirk: Sara Warren
- 1956: Pardners de Norman Taurog
- 1956: El cigne (The Swan) de Charles Vidor: La reina Maria Dominika
- 1956: The Revolt of Mamie Stover de Raoul Walsh: Bertha Parchman
- 1956: The Conqueror de Dick Powell: Hunlun
- 1957: The True story of Jesse James de Nicholas Ray: Mrs. Samuel
- 1957: L'arbre de la vida (Raintree County) d'Edward Dmytryk: Ellen Shawnessy
- 1957: Jeanne Eagels de George Sidney
- 1958: La tempesta d'Alberto Lattuada
- 1959: The Bat de Crane Wilbur: Cornelia van Gorder
- 1961: Twenty Plus Two de Joseph M. Newman: Sra. Eleanor Delaney
- 1961: Bachelor in Paradise de Jack Arnold: Jutge Peterson
- 1962: La conquesta de l'oest (How the west was won) de John Ford, Henry Hathaway: Rebecca Prescott
- 1963: Who's minding the store ? de Frank Tashlin: Phoebe Tuttle
- 1964: Hush...Hush, Sweet Charlotte de Robert Aldrich: Velma Cruther
- 1966: The Singing Nun de Henry Koster: Soeur Cluny
- 1971: Què li passa a Helen? (What's the matter with Ellen?) de Curtis Harrington
- 1972: Dear dead Deliah de John Farris

## Premis i nominacions

### Premis
- 1944. Globus d'Or a la millor actriu secundària per Mrs. Parkington
- 1964. Globus d'Or a la millor actriu secundària per Hush...Hush, Sweet Charlotte
- 1967. Premis Emmy per l'episodi "Night of the Vicious Valentine" de The Wild Wild West.

### Nominacions
- 1942. Oscar a la millor actriu secundària per The Magnificent Ambersons
- 1944. Oscar a la millor actriu secundària per Mrs. Parkington
- 1948. Oscar a la millor actriu secundària per Johnny Belinda
- 1964. Oscar a la millor actriu secundària per Hush...Hush, Sweet Charlotte
- 1966, 1967, 1968, 1969, 1970, 1971. Premis Emmy pel paper d'Endora a Bewitched